# Kairotårnet
Kairotårnet (arabisk: برج القاهرة) er et fritstående tv-tårn af beton i Kairo i Egypten. Det står i Zamalek-distriktet på Gezira-øen i Nilen. Med sin højde på 187 meter er det 43 meter højere end den store pyramide i Giza, som befinder sig omkring 15 km mod sydvest. Tårnet er et af Kairos berømteste og bedst kendte vartegn.
Kairotårnet opførtes fra 1956 til 1961, angiveligt for at overbevise en skeptisk verden om, at nationen ville være i stand til at bygge Aswandæmningen. Dets delvis åbne espalieragtige design skal frembringe mindelse om en lotusplante. Øverst har tårnet en udsigtsplatform og en restaurant.

## Galleri
- Kairotårnet om natten
- Udsigt fra tårnets top
- Aftenudsigt fra tårnets top
- Udsigt sent om eftermiddagen fra tårnets top
- Udsigt over Nilen med Kairotårnet i midten og hotellerne Sofitel og Grand Hyatt længst til højre.